# Jorge Paleólogo
Jorge Paleólogo (en griego: Γεώργιος Παλαιολόγος) fue un general bizantino, uno de los comandantes militares más destacados y simpatizantes del emperador Alejo I Comneno. 
Era el hijo del primer miembro conocido de la familia Paleólogo, el estratego del tema de Mesopotamia Nicéforo Paleólogo. Su esposa Ana Ducas era la hermana de Irene Ducas, la esposa de Alejo I Comneno, haciéndolo cuñado del emperador. Como líder general y amigo cercano de Alejo Comneno, desempeñó un papel importante en sus campañas, sobre todo en la batalla de Dirraquio contra los normandos o en la batalla de Levounion contra los pechenegos. Fue la fuente principal utilizada por Ana Comnena en su Alexiada sobre las batallas de su padre, y es muy favorablemente interpretado por ella en su libro como capaz y leal.

## Familia
Jorge tenía un hermano menor, Nicolás. A través de su matrimonio con Ana Ducas, tuvo cuatro hijos:
- Nicéforo, uno de los antepasados de la rama que se convirtió en la dinastía gobernante del Imperio después de 1259.
- Andrónico.
- Miguel, un sebasto.
- Alejo, casado Ana Comneno Ducas y el otro antepasado de la línea imperial.